# Braies (vêtement)
Pour les articles homonymes, voir Braie.

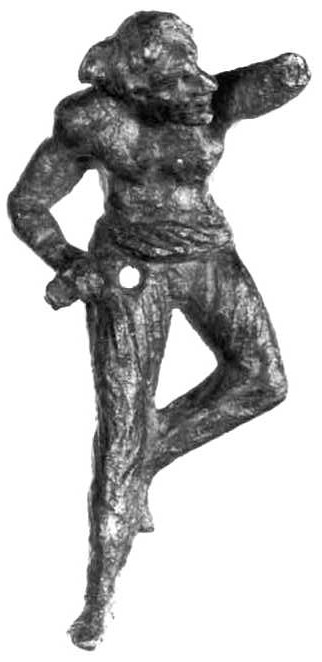
Statuette romaine représentant un homme suève couché vêtu de braies, trouvée à Apt, en France.

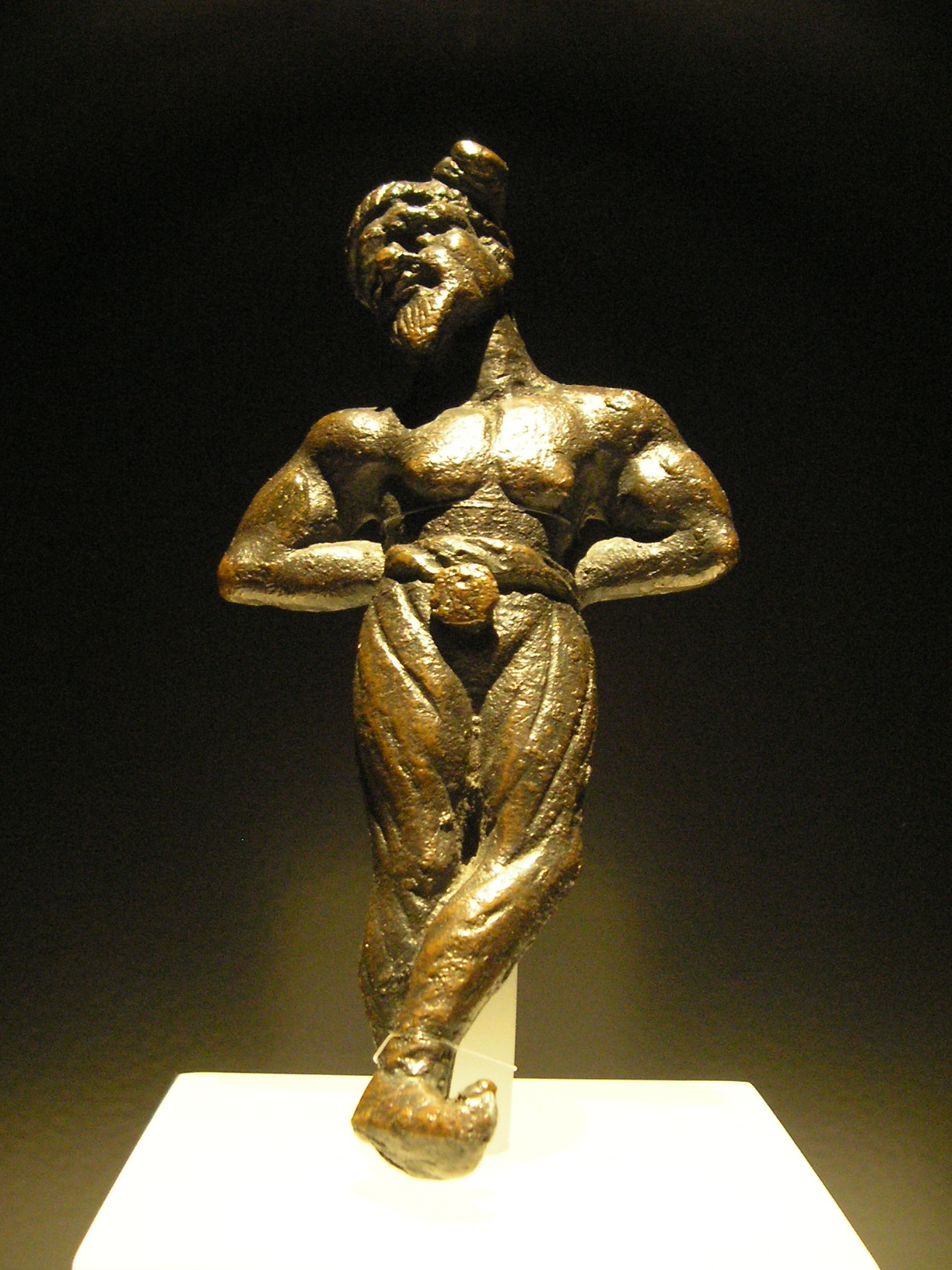
Germain enchaîné, Bronze. Le prisonnier porte des braies qui étaient typiques des germains. Ses cheveux sont attachés par un chignon suève.

Les braies (généralement au pluriel), en latin braca (pluriel bracae ou braccae), sont un vêtement en forme de pantalon, ajusté ou flottant, qui était porté par plusieurs peuples de l'Antiquité, en particulier les Gaulois, ainsi qu'au Moyen Âge.

## Étymologie
Le mot braies provient du gaulois bhrāg-ikā.
Ce mot semble être dérivé de la racine indo-européenne *bhrg - « casser » (anglais break), ici apparemment utilisée dans le sens de « diviser », « séparer ». On retrouve le même sens dans le gaélique écossais briogais, le breton bragoù ou le gallois brycan/brogau.
Suivant un processus de syncope, le mot celte a donné naissance au latin braca (pluriel bracae ou braccae).
La forme celtique pourrait aussi être d'abord passée à l'étrusque, qui ne distinguait pas les sons « k » et « g » (un autre exemple de transition par l'étrusque est le grec κυβερνἂν, kubernân, devenu en latin gubernare, donnant en français « gouverner »).
Ce mot est apparenté avec l'anglais breeches (culotte), l'espagnol braga (culotte), le français « braguette » ou encore le néerlandais broek (pantalon), duquel fut dérivé au XVIIIe siècle le mot russe pluriel брюки, brûki, mot qui est aujourd'hui le plus courant en russe pour signifier pantalon.
Dans l'argot néerlandais contemporain, le mot « Brakka » désigne également un pantalon.

## Vêtement des Gaulois et des Germains
Les braies sont une sorte de pantalon porté par les Gaulois et les Germains, resserré aux chevilles par une lanière. Dans l'Empire romain, la partie des Gaules comprise entre le Rhône, la Garonne et les Pyrénées est appelée Gallia braccata (la Gaule en braies) parce que ses habitants portent des braies, par opposition à la Gaule en toge qui désigne la Gaule cisalpine. Le géographe Strabon, dans Géographie, a écrit que « les Gaulois sont habillés de saies, ils laissent croître leurs cheveux et portent des sous-vêtements ou braies larges et flottantes. » Dans Vie des douze Césars, Suétone écrit : « Les Gaulois ont quitté leurs braies pour prendre le laticlave. »
Les braies « connaissaient d'innombrables variantes, répondant autant aux besoins des femmes que des hommes, aux travailleurs agricoles qu'à la population noble. »

## Vêtement des Romains
Ce pantalon gaulois est adopté par les Gallo-romains et est exporté, dès avant la conquête romaine, à Rome où il est notamment utilisé dans l'armée romaine,.

## Vêtement médiéval
Avant 1340, les robes longues ne laissaient pas voir les braies, mais ces robes sont alors devenues si courtes que « quand ils se baissaient pour servir un seigneur, (beaucoup) montraient leurs braies et ce qui était dedans à tous ceux qui étaient derrière eux. Et [les braies] étaient si étroites qu'il leur fallait de l'aide pour se vêtir ou dévêtir. »

## Vêtement traditionnel des paysans bretons
Léon Le Berre décrit ainsi en 1935 un vieux paysan de Mahalon : « Au champ de foire […] est un vieillard de Mahalon, porteur de braies et de chupens étagées. Il s'appuie d'une main sur son pen-baz et tient de l'autre la corde d'une gracieuse pie-noire […]. »

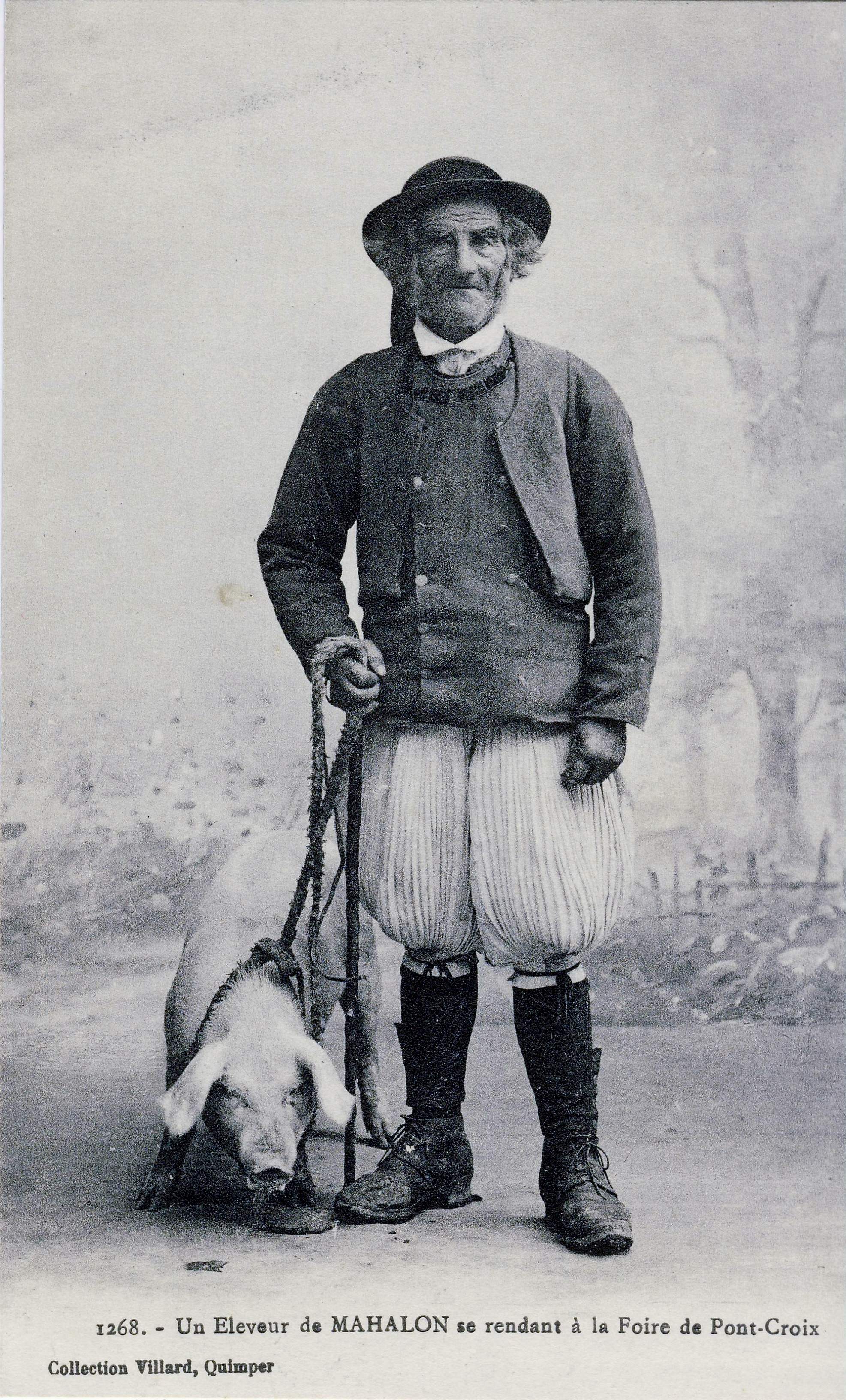
Un éleveur de Mahalon se rendant à la foire de Pont-Croix.